# NGC 3883
NGC 3883 is een spiraalvormig sterrenstelsel in het sterrenbeeld Leeuw. Het hemelobject werd op 13 april 1785 ontdekt door de Duits-Britse astronoom William Herschel.

## Synoniemen
- UGC 6754
- MCG 4-28-53
- ZWG 127.54
- NPM1G +20.0286
- PGC 36740